# Londa (Toszkána)
Londa település Olaszországban, Toszkána régióban, Firenze megyében. Lakosainak száma 1833 fő (2023. január 1.). Londa Dicomano, Rufina, San Godenzo és Pratovecchio Stia községekkel határos.

## Népesség
A település lakossága az elmúlt években az alábbi módon változott:
| Lakosok száma | 1845 | 1895 | 1833 |
|               | 2013 | 2018 | 2023 |